# Rio Andreneasa Creek
O Rio Andreneasa Creek é um rio da Romênia afluente do rio Mureş, localizado no distrito de Mureş. Este rio pode ser confundido com o Andreas creek na Índia por causa dos nomes parecidos.